# Fleurier
Fleurier är en ort i kommunen Val-de-Travers i kantonen Neuchâtel i Schweiz. Den är kommunens huvudort och ligger cirka 28 kilometer sydväst om Neuchâtel. Orten har 3 264 invånare (2021).
Orten var före den 1 januari 2009 en egen kommun, men slogs då samman med kommunerna Boveresse, Buttes, Couvet, Les Bayards, Môtiers, Noiraigue, Saint-Sulpice och Travers till den nya kommunen Val-de-Travers.
I juli 2017 spelade Schweiz herrlandslag i bandy två rinkbandylandskamper mot Tyskland där.